# Diego Escalona
Diego Escalona Zaragoza (Ciudad de México; 13 de diciembre de 2010)  es un actor mexicano conocido por sus telenovelas de Televisa y Telemundo.

## Biografía
Hizo su debut en la actuación a una edad temprana, y su primer papel significativo llegó en 2013 con la telenovela Corazón indomable, donde interpretó a Miguelito.
Ha participado en diferentes telenovelas como Mi corazón es tuyo, A que no me dejas entre otros en las cuales siempre ha desarrollado los personajes dando lo mejor de sí, teniendo experiencias enriquecedoras en el mundo del espectáculo de la actuación y poder interpretar a varios personajes.
En 2021 participó en Los Ángeles, Estados Unidos en La suerte de Loli una serie que combina comedia y drama donde interpretó como Nicky y al lado de Silvia Navarro y Osvaldo Benavides.
En 2022 Se unió al elenco de La mujer del diablo, una telenovela que ha dado la vida como rodrigo al lado de José Ron.
En 2023 dio reparto como rol juvenil en Golpe de suerte compartiendo créditos con Daniela Martínez y Carlos Said

## Filmografía

### Telenovelas
| Año       | Telenovela            | Papel                                          | País                      |
| --------- | --------------------- | ---------------------------------------------- | ------------------------- |
| 2013      | Corazón indomable     | Miguelito                                      | Bandera de México         |
| 2014-2015 | Mi corazón es tuyo    | Mauricio González Sáenz                        | Bandera de México         |
| 2015-2016 | A que no me dejas     | Mauricio "Mau" Almonte / Camilo Fonseca Olmedo | Bandera de México         |
| 2016      | Yago                  | Invitado                                       | Bandera de México         |
| 2016      | Mujeres de negro      | Diego Zamora Leal                              | Bandera de México         |
| 2017      | Enamorándome de Ramón | Diego Fernández                                | Bandera de México         |
| 2018      | La piloto             | Arley Jr. Mejía Cadena / Arley Mena Cuadrado   | Bandera de México         |
| 2020      | La doña               | Ángel Contreras                                | Bandera de Estados Unidos |
| 2021      | La suerte de Loli     | Nicólas "Nicky" Torres                         | Bandera de Estados Unidos |
| 2022      | La mujer del diablo   | Rodrigo                                        | Bandera de México         |
| 2023      | Golpe de suerte       | Tony Uriarte                                   | Bandera de México         |
| 2025      | Rosario Tijeras       | Lucas                                          |                           |